# Pagerkukuh
Pagerkukuh is een bestuurslaag in het regentschap Wonosobo van de provincie Midden-Java, Indonesië. Pagerkukuh telt 4886 inwoners (volkstelling 2010).